# Dolchamar
Dolchamar (читается «Дольчама́р», Dolĉamar с эсп. — «паслён сладко-горький», одно время группа также использовала написание Dolcxamar, которое представляет собой запись названия с использованием одной из конвенционных систем для представления букв эсперанто с циркумфлексами) — финская рок-группа, исполняющая песни на языке эсперанто. Группа была основана в 1999 году в Лондоне Патриком Остином (Patrik Austin) после его ухода из группы Punaiset Messiaat и почти сразу была записана на французской звукозаписывающей компании Vinilkosmo. Позднее группа продолжила творческую деятельность в Финляндии. В 2003 году группа изменила своё название с Dolcxamar на Dolchamar, а также серьёзно обновился музыкальный коллектив.
Группа постоянно принимает участие в эсперанто-мероприятиях. Давала концерты в Финляндии, Швеции, Германии, Польше, Франции.

## Состав группы
- Патрик Остин — вокал, акустическая гитара.
- Ханну Линкола — ударные.
- Андрей Думитреску — клавиатура, мелодика.
- Себастиан Думитреску — акустическая бас-гитара.

### Бывшие участники
- Леэна Пейса — клавишные, вокал.

## Дискография
- Trejn Tu Noŭer (2009)
  1. Trejn Tu Noŭer
  2. 2Gether 4Awhile
  3. M.T.R.
  4. River
  5. Clavis
  6. Ni Festis Unu Nokton
  7. Experimento música
  8. La Pordisto
  9. Ho Abio
  10. -if-
  11. Des Pli
  12. La Fariseo
- Rebela Sono (2005)
  1. Junaj idealistoj
  2. Himno de Esperhe
  3. Akcidentoj
  4. Ni chiuj ni
  5. …Kaj chi tio povas ighi nenio
  6. Kontra krusadanto
  7. Solaj paroj
  8. Subamighi
  9. Simia kaptilo
  10. Kr3yza festema injo
  11. Chinokta sento
  12. En Grekia
- Elektronika kompilo (2003) — Dolchamar выпустили 2 песни из альбома
- Lingvo Intermonda (2000)
  1. Malbonulo
  2. Ĉu vi pretas
  3. Urbega nimfo
  4. Pacman
  5. Mi volas pli
  6. …kaj pli
  7. Tunel' tra la ter'
  8. Lingvo intermonda
  9. F--iĝu!
- Kun ikso (demo) (1999)
  1. Malbonulo
  2. Pacman
  3. Mi volas pli

### Рецензии
- Glebo Malcev. Finna venko jea (эсп.) // La Ondo de Esperanto : журнал. — 2005. — No. 5 (127). Рецензия на альбом Rebela Sono.
- Paŭlo Moĵajev. La trajno misdirektita (эсп.) // La Ondo de Esperanto : журнал. — 2011. — No. 3 (197). — P. 19. Рецензия на альбом Trajn' nenien.
- Reinaldo Marcelo FERREIRA. Ree bela sono (эсп.) // Monato : журнал. — 2005. — 7—8. — P. 35. Рецензия на альбом Rebela Sono.